# (2559) Svoboda
(2559) Svoboda (1981 UH; 1930 XJ; 1948 RF; 1976 SC7) ist ein ungefähr 21 Kilometer großer Asteroid des mittleren Hauptgürtels, der am 23. Oktober 1981 vom tschechischen (damals: Tschechoslowakei) Astronomen Antonín Mrkos am Kleť-Observatorium auf dem Kleť in der Nähe von Český Krumlov in der Tschechischen Republik (IAU-Code 046) entdeckt wurde.

## Benennung
(2559) Svoboda wurde nach Jindřich Svoboda (1884–1941), einem Professor für Astronomie und Geodäsie an der Tschechische Technische Universität Prag, benannt.